# Heinrich Danckelmann

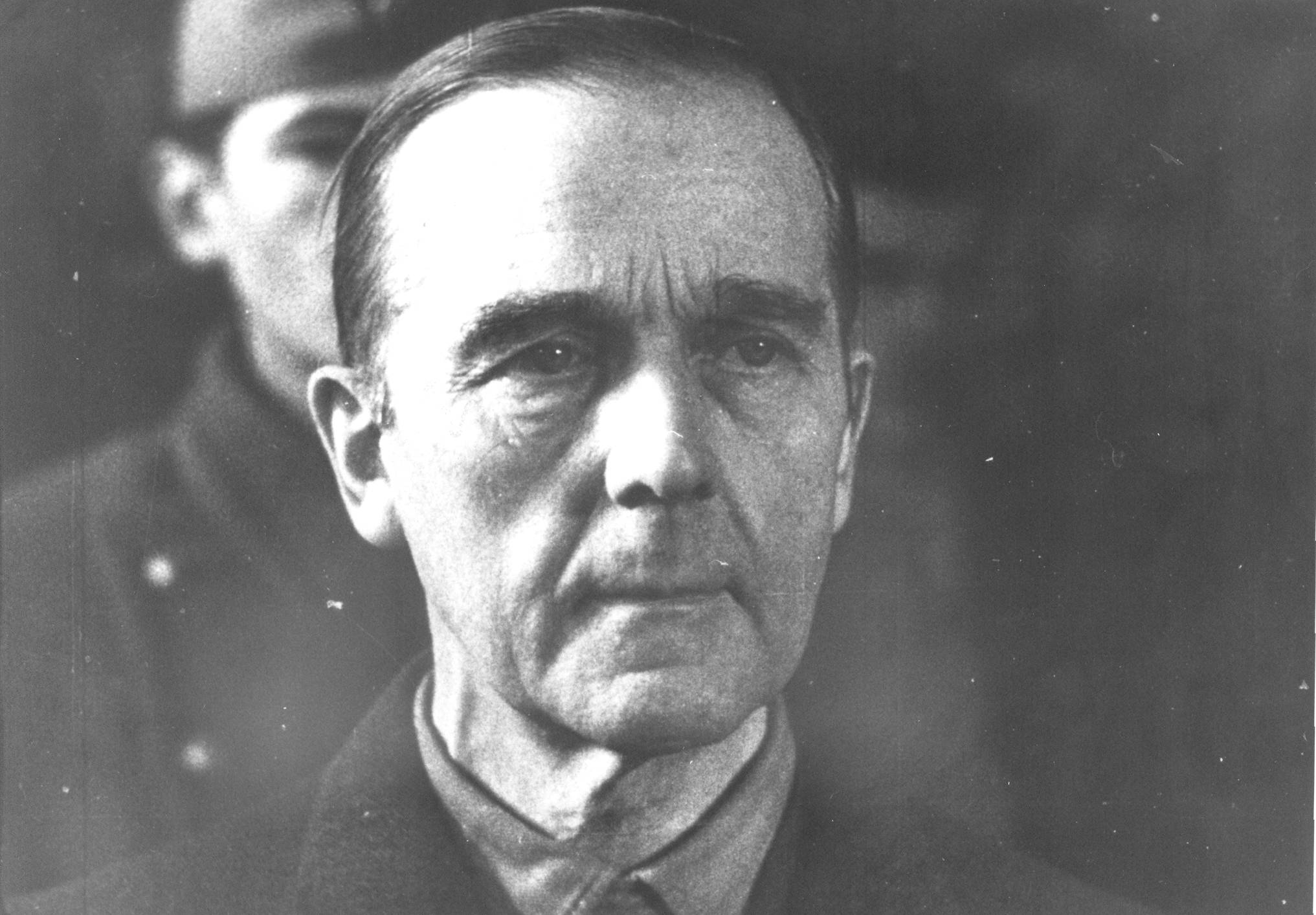
Dankelmann bei seinem Prozess (1947)

Heinrich Danckelmann (* 2. August 1887 in Hardehausen; † 30. Oktober 1947 in Belgrad) war ein deutscher General der Flieger der Luftwaffe im Zweiten Weltkrieg.

## Leben
Beförderungen
- 14. Juni 1906 Fähnrich
- 27. Januar 1907 Leutnant
- 24. Dezember 1914 Oberleutnant
- 18. August 1916 Rittmeister
- 1. Oktober 1929 Major
- 1. Februar 1932 Oberstleutnant
- 1. Mai 1934 Oberst
- 1. Oktober 1936 Charakter als Generalmajor
- 1. Januar 1938 Generalmajor
- 1. Oktober 1939 Generalleutnant
- 1. April 1941 General der Flieger

### Frühe Jahre und Erster Weltkrieg
Danckelmann trat am 2. Oktober 1905 als Fahnenjunker in das Westfälische Dragoner-Regiment Nr. 7 in Saarbrücken ein und besuchte 1906 die Kriegsschule Engers. Nach seiner Rückkehr und Beförderung zum Leutnant wurde er als Eskadronoffizier verwendet. Im Oktober 1913 erfolgte seine Versetzung in gleicher Funktion nach Trier in das Jäger-Regiment zu Pferde Nr. 8, wo er über den Ausbruch des Ersten Weltkrieges bis zum 19. Mai 1917 verblieb. Mit diesem stand Danckelmann sowohl an der West- wie auch an der Ostfront im Einsatz. Zum 20. Mai 1917 wechselte er, mittlerweile Rittmeister, in den Generalstab der 89. Infanterie-Division über, wo er bis Mitte Oktober 1917 verblieb. Anschließend diente Danckelmann bis zum 21. August 1918 im Generalstab der 10. Reserve-Division sowie bis 10. Oktober 1918 im Generalstab der Heeresgruppe Boehn. Die letzten Kriegsmonate war Danckelmann bis Mitte Dezember 1918 im Generalstab des Armeeoberkommandos 1 eingesetzt. Neben beiden Klassen des Eisernen Kreuzes wurde Danckelmann mit dem Verwundetenabzeichen in Schwarz ausgezeichnet.

### Zwischenkriegsjahre
Zum 19. Dezember 1918 wurde Danckelmann wieder dem Jäger-Regiment zu Pferde Nr. 8 zugeteilt, wo er bis zu dessen Demobilisierung im Mai 1919 verblieb. Im Anschluss hieran erfolgte vom 24. Mai 1919 bis 15. Mai 1920 sein Einsatz im Stab des Auflösungsstabes 32. Am Folgetag wurde Danckelmann dem 9. Reiter-Regiment der Reichswehr zugeteilt, wo er bis Ende Mai 1922 als Eskadronchef fungierte. Das folgende Jahr diente er dann im Stab des Gruppenkommando 1 in Berlin. Im Juli 1923 erfolgte Danckelmanns Abkommandierung in das Reichswehrministerium, wo er bis September 1924 eingesetzt war. Anschließend kehrte er zum Gruppenkommando 1 zurück. Zum 8. April 1925 wurde er von seiner dortigen Funktion für einen längeren Aufenthalt in der Tschechoslowakei beurlaubt. Welche Tätigkeit Danckelmann in dieser Zeit ausübte, ist nicht bekannt. Nach seiner Rückkehr nach Deutschland im Januar 1926 erfolgte seine Abkommandierung zum Stab der 2. Kavallerie-Division, in welcher Danckelmann bis September 1932 verblieb.
Zum 1. Oktober 1932 wurde Danckelmann zum Kommandeur des 2. (Preußisches) Reiter-Regiments ernannt, welches er bis Ende Februar 1934 führte. Im März 1934 kehrte er Danckelmann zum Reichswehrministerium zurück, wo er bis Ende September des gleichen Jahres als Offizier zur besonderen Verwendung (z. B.V.) geführt wurde. Am 1. Oktober 1934 wechselte Danckelmann zur im Aufbau befindlichen Luftwaffe über, wo er bis Ende September 1935 im Reichsluftfahrtministerium ebenfalls den Status eines Offiziers z. B.V. innehatte. Zum 1. Oktober 1935 wurde Danckelmann zum Höheren Fliegerführer VIII in Breslau ernannt; eine Funktion, die er noch im gleichen Jahr wieder abgab, um sodann als Chef des Stabes im Luftkreis-Kommando III in Dresden eingesetzt zu werden. Diesen Posten hielt Danckelmann bis Ende März 1938 inne. Zum 1. April 1938 stieg er zum Kommandierenden General und Befehlshaber im Luftgau VIII (Schlesien und Ostsudetenland) auf, dessen Geschicke er bis zum 31. Januar 1939 innehatte. Von Februar bis April 1939 führte Danckelmann die Bezeichnung General z. B.V (ohne Befehlsbereich) beim Reichsminister der Luftfahrt.

### Zweiter Weltkrieg
Zum 1. Mai 1939 wurde Danckelmann zum Wehrersatz-Inspekteur in Düsseldorf ernannt; eine Funktion, die er bis zum 23. Juli 1941 innehatte. Danach wurde er nach Serbien abkommandiert, wo er vom 29. Juli 1941 bis zum 20. Oktober 1941 als Militärbefehlshaber Serbien amtierte. In dieser Zeit kam es zu zahlreichen Kriegsverbrechen gegen die dortige Zivilbevölkerung. Nach seiner Rückkehr nach Deutschland wurde Danckelmann vom 20. Oktober 1941 bis Ende Februar 1942 als Offizier zur besonderen Verwendung geführt. Am 28. Februar 1942 schied er dann aus dem Dienst aus, wurde jedoch am Folgetag, dem 1. März 1942 zur Verwendung im Luftgaukommando VI gehalten. In der dortigen Zeit kam er jedoch zu keinem Kommando mehr und schied am 31. Mai 1943 dann endgültig aus der Wehrmacht aus.
Am 5. August 1945 wurde Danckelmann von den Alliierten verhaftet und nach Jugoslawien als Kriegsverbrecher überstellt. Dort wurde er angeklagt und zum Tode verurteilt. Das Todesurteil wurde am 30. Oktober 1947 vollstreckt.